# Ашвил
Ашвил (фр. Acheville) насеље је и општина у североисточној Француској у региону Север-Па де Кале, у департману Па де Кале која припада префектури Арас.
По подацима из 2011. године у општини је живело 624 становника, а густина насељености је износила 150 становника/km². Општина се простире на површини од 3,04 km². Налази се на средњој надморској висини од 59 метара (максималној 71 m, а минималној 51 m).

## Демографија
| 1962. | 1968. | 1975. | 1982. | 1990. | 1999. | 2011. |
| ----- | ----- | ----- | ----- | ----- | ----- | ----- |
| 275   | 290   | 313   | 399   | 438   | 457   | 624   |

График промене броја становника у току последњих година